# Рубинчик, Леонид Соломонович
Леонид Соломонович Рубинчик (при рождении Зе́лик За́лманович Руби́нчик, англ. Luis S. Rubin; 7 августа 1911, Вильно — 27 июня 1995, Кливленд) — английский американский поэт, советский и американский шашист, шашечный композитор, американский шашечный и шахматный деятель, шашечный журналист и пропагандист игры.
О судьбе известного шашиста рассказывает его товарищ Давид Нудельман (г. Хэмдэн, штат Коннектикут, США).
Родился в Вильне, в семье Залмана Иоселевича и Нехи Лейбовны Рубинчиков, уроженцев Полоцка Он был четвёртым по старшинству из девятерых детей. Когда отца в 1919 году пригласили в синагогу в качестве главного певца, семья переехала в Петроград. Семья поселилась в том доме, где жил большой мастер шашечной игры Александр Николаевич Пель, который оказал огромное влияние на выбор профессии, а потом и всю дальнейшую жизнь своего тогда юного соседа Леонида.
Уже через некоторое время тот с интересом стал заниматься составлением шашечных задач. А заодно попробовал заниматься журналистикой. 13-летний Леонид начинает вести шашечный раздел в журнале «Резец» (открыт 7 июля 1924 года), вел шахматно-шашечные рубрики и печатался в приложении «На досуге» армейской «Красной газете», в газете «Ленинские искры», в журнале «Юный пролетарий».

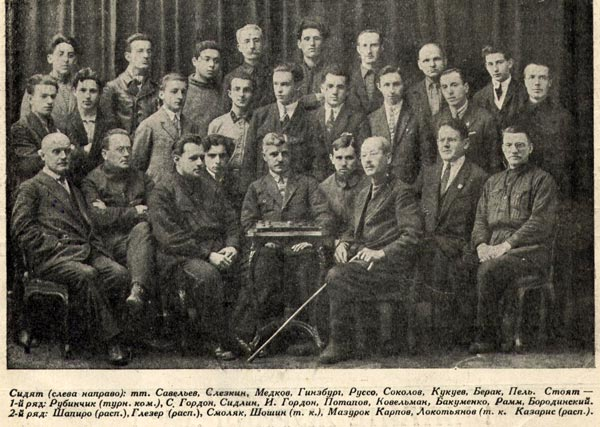
Леонид Соломонович Рубинчик на коллективном снимке участников III Чемпионата СССР по русским шашкам

А когда ему исполнилось 18 лет, в 1929 году издательство ВСФК «Шахматный листок» выпустило его авторскую книгу «ІІІ Всесоюзный шашечный чемпионат. 50 избранных партий чемпионата».
В том же 1929 году семья переезжает в США. В Детройте Соломон Рубинчик встретил свою любовь — Бетти Наги (Betty Nagy), корреспондентку Детройтской венгерской газеты «Uj Elore», и вскоре женился на ней, после чего семья перебралась в Кливленд. Там Леонид Соломонович продолжил занятия своим любимым делом, открыв молодежную колонку в газете. По укоренившейся американской традиции всё упрощать и сокращать, он укорачивает свою фамилию и становится Luis S. Rubin.
К началу 1941 года в семье Рубинчика уже родилось пятеро детей.
Л. С. Рубин (Рубинчик) был директором внешних отношений Американской федерации шашек (American Pool Checker Association), президентом клуба «Garfield Heights Chessand Checker Club», возглавлял клубы «Cleveland-Buckey Checker Club» и «Cleveland Chess Association», создал несколько шахматно-шашечных клубов для детей.
В 1982 г. стал одним из инициаторов создания Института почета (Checker Institute and Hall of Fame) в городе Акрон (штата Огайо), где служил куратором выставок.
Он работал в различных изданиях, где писал статьи на шашечную и шахматную тематику, выпускал книги-сувениры, посвященные ежегодным чемпионатам США.
Одновременно в шашками писал стихи — в основном лирической тематики. Именно за свои стихи в 1976 году он был отмечен почетным званием «Поэт — лауреат шахмат». В 1994 году завоевал награду Национальной библиотеки поэзии «За выдающиеся достижения» за поэму «D-Day in Normandy», которая была опубликована в сборнике «Река снов» (River of Dreams).
Кроме того, занимался литературными переводами. В течение 10 лет он переводил Красный архив (около 106 томов) для Кливлендской публичной библиотеки.
Преподавал в университете (Western Reserve University), где читал лекции по истории Европы.
Член Американо-Советского Комитета Дружбы.
Леонид Соломонович Рубинчик умер в возрасте 83 лет от середечного приступа в больнице Святого Луки в Кливленде.